# Залесье (Дзержинский район)
Зале́сье (бел. Зале́ссе) — деревня в составе Демидовичского сельсовета Дзержинского района Минской области Беларуси. Деревня расположена в 22 километрах от Дзержинска, 68 километрах от Минска и 8 километрах от железнодорожной станции Фаниполь.

## История
Известна с конца XVIII века, как фольварк в Минском уезде Минской губернии. В 1799 году в Залесье насчитывается 1 двор, 9 жителей, владение И. Володковича. В 1897 году, в фольварке насчитывалось 5 дворов, 43 жителя, в составе Койдановской волости Минской губернии. В 1917 году в деревне насчитывается 27 жителей.
С 20 августа 1924 года деревня в составе Байдакского сельсовета (с 29 октября 1924 по 21 августа 1925 года назывался Ледниковским) Койдановского района Минского округа, с 23 марта 1932 года в составе Сталинского сельсовета (до 14 мая 1936 года — польском национальном с/с), с 29 июня 1932 года Койдановский район стал именоваться Дзержинским. 31 июля 1937 года Дзержинский польский национальный район был упразднён, территория сельсовета передана в состав Заславского района. С 20 февраля 1938 года деревня в составе Минской области, с 4 февраля 1939 года в составе восстановленного Дзержинского района. В 1926 году в Буде насчитывается 26 дворов, 105 жителей. В годы коллективизации вошла в колхоз им. Будённого. 
В годы Великой Отечественной войны была оккупирована немецко-фашистскими захватчиками с 28 июня 1941 по7  июля 1944 года, на фронтах войны погибли 3 жителя деревни. С 8 апреля 1957 года находится в составе Демидовичского сельсовета. В 1960 году в деревне Залесье проживали 63 жителя, входила в состав колхоза им. Фрунзе. В 1991 году насчитывается 13 хозяйств, 34 жителя. По состоянию на 2009 год в составе УП «Фрунзе», насчитывается 11 хозяйств, 22 жителя.

## Население
| Численность населения (по годам) | Численность населения (по годам) | Численность населения (по годам) | Численность населения (по годам) | Численность населения (по годам) | Численность населения (по годам) | Численность населения (по годам) | Численность населения (по годам) | Численность населения (по годам) |
| 1799                             | 1897                             | 1909                             | 1917                             | 1926                             | 1960                             | 1991                             | 1999                             | 2004                             |
| -------------------------------- | -------------------------------- | -------------------------------- | -------------------------------- | -------------------------------- | -------------------------------- | -------------------------------- | -------------------------------- | -------------------------------- |
| 9                                | ↗43                              | ↗45                              | ↘27                              | ↗105                             | ↘63                              | ↘34                              | ↘28                              | ↗30                              |
| 2009                             | 2017                             | 2018                             | 2020                             | 2022                             |                                  |                                  |                                  |                                  |
| ↘22                              | ↗46                              | ↗49                              | ↗56                              | ↗62                              |                                  |                                  |                                  |                                  |